# Acrogenotheca
Acrogenotheca är ett släkte av svampar. Acrogenotheca ingår i klassen Dothideomycetes, divisionen sporsäcksvampar och riket svampar.